# Batalha de Pastrengo
A Batalha de Pastrengo foi travada entre o exército de Sardenha e do Império Austríaco, em 30 de abril de 1848, no decorrer da Primeira Guerra de Independência Italiana.

## Princípio
As tropas do Reino da Sardenha formadas com voluntários na região do norte da Itália. Entre as tropas em Pastrengo, não foram registrados, 1.000 voluntários de Parma, 150 voluntários de Placência e 400 estudantes de Pavia e Turim.

## A batalha
Como documentado pelo New monthly magazine: Vol. 83, 1848:
"No dia 30 de abril, o que é chamado no boletim emitido a partir do quartel-general do exército de Sardenha", a primeira luta entre os dois exércitos da Itália, "foi travada. O fim proposto era ocupar Bussolengo, Pastrengo e Piovezzana, e tentar forçar pelo Rio Ádige. o caso começou às onze e meia, somente as tropas italianas conseguiram conduzir os austríacos a partir de todas as posições que ocupavam na Pastrengo, e em ganhar as alturas que comandam o Rio Ádige."

## Resultado
Como documentado pelo New monthly magazine: Vol. 83, 1848:
"Durante a noite do dia 30, Bussolengo foi tomada pelo Sardinians, e a passagem do Rio Ádige realizada em Pontone."